# オリジナル・バーズ
『オリジナル・バーズ』（Byrds）は、アメリカのロックバンド、ザ・バーズによる12番目で最後のスタジオ・アルバムであり、アサイラム・レコードから1973年3月に発売された。

## 概要
本作は、1965年にデビューしたバーズの創設メンバーであったロジャー・マッギン、ジーン・クラーク、デヴィッド・クロスビー、クリス・ヒルマン、マイケル・クラークによるアルバムとして企画された。バーズとして5人全員で一緒に働いたのは、ジーン・クラークが脱退する前の1966年が最後であった。1967年にはマイケル・クラークとクロスビー、そして1968年にはヒルマンがバーズを脱退して個人的な活動に入った。マッギンのみがバーズに残留し、クラレンス・ホワイトやスキップ・バッティンなど新たに採用したメンバーと共に活動を続けていた。。1971年より上記の5人は数回に渡って面会し、バンドの再編について議論を交わした。1972年、クロスビーとアサイラム・レコードの幹部がマッギンに接触し、現行のバーズの解散と5人によるアルバム制作を求めた。マッギンは現行のバーズの解散を決意し、5人による新作アルバムの録音を開始した。
1973年の発売時、本作は一般的に悪い評価を受けた。多くの批評家は、音の統一感の欠如とバーズの特徴であるリッケンバッカーの12弦ギターサウンドがないことを嘆いた。それにも関わらず、アルバムはビルボード・トップLP&テープチャートで20位に達し、イギリスでも適度な成功を収め31位に達した。アルバムの3曲、「Full Circle」、「Things Will Be Better」、「Cowgirl in the Sand」は1973年にシングルとして発売されたが、いずれもヒットには繋がらなかった。

## 収録曲
| #         | タイトル                                                | 作詞・作曲                  | リード・ヴォーカル | 時間  |
| --------- | ------------------------------------------------------- | --------------------------- | ------------------ | ----- |
| 1.        | 「フル・サークル」(Full Circle)                         | Gene Clark                  | Clark              | 2:43  |
| 2.        | 「スウィート・メアリー」(Sweet Mary)                    | Roger McGuinn, Jacques Levy | McGuinn            | 2:55  |
| 3.        | 「チェンジング・ハート」(Changing Heart)                | Gene Clark                  | Clark              | 2:42  |
| 4.        | 「フォー・フリー」(For Free)                            | Joni Mitchell               | Crosby             | 3:50  |
| 5.        | 「ボーン・トゥ・ロックンロール」(Born to Rock 'n' Roll) | Roger McGuinn               | McGuinn            | 3:12  |
| 合計時間: | 合計時間:                                               | 合計時間:                   | 合計時間:          | 15:22 |

| #         | タイトル                                                  | 作詞・作曲                   | リード・ヴォーカル | 時間  |
| --------- | --------------------------------------------------------- | ---------------------------- | ------------------ | ----- |
| 1.        | 「シングス・ウィル・ビー・ベター」(Things Will Be Better) | Chris Hillman, Dallas Taylor | Hillman            | 2:13  |
| 2.        | 「カウガール・イン・ザ・サンド」(Cowgirl in the Sand)     | Neil Young                   | Clark              | 3:24  |
| 3.        | 「ロング・リヴ・ザ・キング」(Long Live the King)          | David Crosby                 | Crosby             | 2:17  |
| 4.        | 「ボロウイング・タイム」(Borrowing Time)                  | Chris Hillman, Joe Lala      | Hillman            | 2:00  |
| 5.        | 「ラフィング」(Laughing)                                  | David Crosby                 | Crosby             | 5:38  |
| 6.        | 「アバウト・トゥ・レイン」((See the Sky) About to Rain)   | Neil Young                   | Clark              | 3:49  |
| 合計時間: | 合計時間:                                                 | 合計時間:                    | 合計時間:          | 19:21 |

| #   | タイトル                   | 作詞・作曲 | リード・ヴォーカル | 時間 |
| --- | -------------------------- | ---------- | ------------------ | ---- |
| 12. | 「She's the Kind of Girl」 | Gene Clark | Clark              | 3:00 |
| 13. | 「One in a Hundred」       | Gene Clark | Clark              | 2:45 |

## シングル
1. 「Full Circle」 b/w "Long Live the King" (Asylum 11016) 1973年4月11日 (US #109)
2. 「Things Will Be Better」b/w「For Free」(AYM 516) 1973年4月24日
3. 「Cowgirl in the Sand」白黒「Long Live the King」（アサイラム11019）1973年6月
4. 「Full Circle」 b/w 「Things Will Be Better」(AYM 545) 1975年8月8日

## 参加メンバー
バーズ
- ロジャー・マッギン – ギター、バンジョー、モーグ・シンセサイザー、ボーカル
- ジーン・クラーク - ギター、ハーモニカ、タンバリン、ボーカル
- デヴィッド・クロスビー - ギター、ボーカル
- クリス・ヒルマン – エレクトリック・ベース、ギター、マンドリン、ボーカル
- マイケル・クラーク - ドラムス、コンガ、パーカッション

ゲスト・ミュージシャン
- ウィルトン・フェルダー – エレクトリックベース「カウガール・イン・ザ・サンド」
- Johnny Barbata – 「Cowgirl in the Sand」のドラム
- ダラス・テイラー – コンガ、タンバリン